# (2131) Mayall
(2131) Mayall est un astéroïde de la ceinture principale de la famille de Hungaria.

## Description
(2131) Mayall est un astéroïde de la ceinture principale, de la famille de Hungaria. Il est caractérisé par un demi-grand axe de 1,89 UA, une excentricité de 0,11 et une inclinaison de 34,0° par rapport à l'écliptique.

## Compléments